# Anfield
Anfield é um estádio de futebol em Merseyside, Liverpool, Inglaterra, que tem capacidade para 61.000 lugares, tornando-se o quarto maior estádio de futebol da Inglaterra. Foi a casa do Liverpool Football Club desde sua formação em 1892. Originalmente foi a casa do Everton Football Club de 1884 a 1891, antes de se mudarem para Goodison Park após uma disputa com o presidente do clube.
O estádio tem quatro arquibancadas: o Spion Kop, o Main Stand, o Sir Kenny Dalglish Stand e o Anfield Road End. O recorde de público de 61.905 pessoas foi estabelecido em uma partida entre Liverpool e Wolverhampton Wanderers em 1952. O terreno foi convertido em um estádio all-seater em 1994 como resultado do Relatório Taylor, que reduziu sua capacidade.
Dois portões no estádio têm o nome de ex-técnicos do Liverpool: Bill Shankly e Bob Paisley. Ambos os gerentes foram homenageados com estátuas fora do estádio: Shankly's revelado em 1997 pelo Kop Stand e Paisley's em 2020 pelo Main Stand. O terreno fica a 3 km da estação ferroviária de Liverpool Lime Street. Foi proposta em 2002 a substituição do estádio por um novo no Stanley Park adjacente, mas após a aquisição do Liverpool F.C. pelo Fenway Sports Group em 2010, ficou claro que isso não aconteceria.
A construção de uma extensão do estande principal começou em 8 de dezembro de 2014. Esta extensão, uma das maiores arquibancadas de todos os lugares do futebol europeu, abriu ao público em 9 de setembro de 2016, aumentando a capacidade do estádio para 53.394. O Anfield Road Stand está sendo reconstruído para trazer a capacidade do estádio para cerca de 61.000. Deve ser concluído a tempo para a temporada 2023-24.